# Jalmar Sjöberg
Jalmar Leonard Sjöberg (* 31. března 1985) je bývalý švédský zápasník – klasik.

## Sportovní kariéra
Zápasení se věnoval od 10 let v Landskroně v klubu Argos. Ve 14 šel studovat na sportovní školu do Klippanu se zaměřením na olympijský zápas a začal spolupracovat s trenérem Peterem Carlssonem. Pod vedením Carlssona se specializoval na zápas řecko-římský. V průběhu školní docházky u něho propukla nemoc trávicího traktu ulcerózní kolitida, kvůli které mu v roce 2004 byla odstraněna část tlustého střeva. Po rekonvalescenci se vrátil na žíněnku v roce 2005 titulem juniorského mistra světa v litevském Vilniusu. V témže roce ho reprezentační trenér Leo Mylläri pozval poprvé do mužské reprezentace. Byl typický zástupcem supertěžké váhy do 120 kg, do které nepotřeboval jako většina zápasníků přibírat svalovou hmotu, ale naopak musel před turnajem nadbytečné kilogramy shazovat.
V květnu 2008 se prvním místem na olympijském kvalifikačním turnaji v srbském Novim Sadu kvalifikoval na olympijské hry v Pekingu. Do Pekingu vyladil formu a ve čtvrtfinále po těsné výhře nad Američanem Dremielem Byersem 2–1 na sety postoupil senzačně do semifinále proti Kubánci Mijaína Lópeze. S kubánským favoritem prohrál jednoznačně 0–2 na sety a v souboji o třetí místo nastoupil proti reprezentantu Arménie Juriji Patrikejevovi. V úvodní minutě prvního setu se nechal vytlačit ze žíněnky a prohrával 0:1 na technické body. Půl minuty před koncem v nařízeném parteru jako útočící nebodoval a prohrál úvodní set 1:2 na technické body. Ve druhém setu se půl minuty před koncem soupeři ubránil a vyhrál set za nerozhodného stavu 1:1 jako poslední bodující. Ve třetím setu ho po minutě poslal rozhodčí za pasivitu do parteru, ve kterém ho Patrikejem koršunem přetočil za 2 technické body. Bodovou ztrátu se mu přes závěrečný nápor nepodařilo smazat a prohrál třetí set 0:3 na technické body. Porážkou 1–2 na sety obsadil dělené 5. místo.
V listopadu 2009 si při zápase v německé bundeslize natrhl zadní stehenní sval. Po operaci a dlouhé rekonvalescenci se zkoušel několikrát o návrat do reprezentace. Při zvýšené fyzické námaze ho však pokaždé zradilo zdraví. Sportovní kariéru ukončil v roce 2017. Věnuje se trenérské práci.

### Výsledky
| Turnaj             | 2001 | 2002 | 2003 | 2004 | 2005 | 2006 | 2007 | 2008 | 2009 |
| Turnaj             | 16   | 17   | 18   | 19   | 20   | 21   | 22   | 23   | 24   |
| Turnaj             | −100 | −100 | −120 | −120 | −120 | −120 | −120 | −120 | −120 |
| ------------------ | ---- | ---- | ---- | ---- | ---- | ---- | ---- | ---- | ---- |
| Olympijské hry     |      |      |      | —    |      |      |      | 5.   |      |
| Mistrovství světa  |      |      | —    |      | úč.  | 5.   | úč.  |      | 3.   |
| Mistrovství Evropy |      |      | —    | —    | —    | úč.  | 3.   | úč.  | 2.   |
| MS juniorů         | —    |      | 8.   |      | 1.   |      |      |      |      |
| ME juniorů         |      | —    |      | —    | úč.  |      |      |      |      |
| ME dorostenců      | 8.   | 8.   |      |      |      |      |      |      |      |

### Olympijské hry a mistrovství světa
| Olympijské hry a mistrovství světa                 | Olympijské hry a mistrovství světa                 | Olympijské hry a mistrovství světa                 | Olympijské hry a mistrovství světa                 | Olympijské hry a mistrovství světa                 | Olympijské hry a mistrovství světa                 | Olympijské hry a mistrovství světa                 | Olympijské hry a mistrovství světa                 | Olympijské hry a mistrovství světa                 | Olympijské hry a mistrovství světa                 | Olympijské hry a mistrovství světa                 |
| Kolo                                               | Výsledek                                           | Bilance                                            | Soupeř                                             | Výsledek                                           | KB                                                 | ∑KB                                                | Styl                                               | Datum                                              | Turnaj                                             | Místo                                              |
| 2009 Mistrovství světa do 120 kg v klasickém stylu | 2009 Mistrovství světa do 120 kg v klasickém stylu | 2009 Mistrovství světa do 120 kg v klasickém stylu | 2009 Mistrovství světa do 120 kg v klasickém stylu | 2009 Mistrovství světa do 120 kg v klasickém stylu | 2009 Mistrovství světa do 120 kg v klasickém stylu | 2009 Mistrovství světa do 120 kg v klasickém stylu | 2009 Mistrovství světa do 120 kg v klasickém stylu | 2009 Mistrovství světa do 120 kg v klasickém stylu | 2009 Mistrovství světa do 120 kg v klasickém stylu | 2009 Mistrovství světa do 120 kg v klasickém stylu |
| -------------------------------------------------- | -------------------------------------------------- | -------------------------------------------------- | -------------------------------------------------- | -------------------------------------------------- | -------------------------------------------------- | -------------------------------------------------- | -------------------------------------------------- | -------------------------------------------------- | -------------------------------------------------- | -------------------------------------------------- |
| o bronz                                            | vítězství                                          | 10–8                                               | Nico Schmidt (GER)                                 | 2–0 (2:0, 1:0)                                     | 3                                                  | 13                                                 | Zápas řecko-římský                                 | 27. září 2009                                      | Mistrovství světa                                  | Herning, Dánsko                                    |
| opravy                                             | vítězství                                          | 9–8                                                | Mihály Deák-Bárdos (HUN)                           | 2–0 (1:0, 1:0)                                     | 3                                                  | 10                                                 | Zápas řecko-římský                                 | 27. září 2009                                      | Mistrovství světa                                  | Herning, Dánsko                                    |
| čtvrtfinále                                        | prohra                                             | 8–8                                                | Dremiel Byers (USA)                                | 2–1 (0:3, 2:0, 0:2)                                | 1                                                  | 7                                                  | Zápas řecko-římský                                 | 27. září 2009                                      | Mistrovství světa                                  | Herning, Dánsko                                    |
| 1/16                                               | vítězství                                          | 8–7                                                | Mindaugas Mizgaitis (LTU)                          | 2–1 (1:0, 0:1, 1:0)                                | 3                                                  | 6                                                  | Zápas řecko-římský                                 | 27. září 2009                                      | Mistrovství světa                                  | Herning, Dánsko                                    |
| 1/32                                               | vítězství                                          | 7–7                                                | Vladimir Guralskij (ISR)                           | 2–1 (1:0, 0:1, 1:0)                                | 3                                                  | 3                                                  | Zápas řecko-římský                                 | 27. září 2009                                      | Mistrovství světa                                  | Herning, Dánsko                                    |
| 2008 Olympijské hry do 120 kg v klasickém stylu    |                                                    |                                                    |                                                    |                                                    |                                                    |                                                    |                                                    |                                                    |                                                    |                                                    |
| o bronz                                            | prohra                                             | 6–7                                                | Jurij Patrikejev (ARM)                             | 1–2 (1:2, 1*:1, 0:3)                               | 1                                                  | 10                                                 | Zápas řecko-římský                                 | 14. srpen 2008                                     | Olympijské hry                                     | Peking, Čína                                       |
| semifinále                                         | prohra                                             | 6–6                                                | Mijaín López (CUB)                                 | 0–2 (0:4, 0:5)                                     | 0                                                  | 9                                                  | Zápas řecko-římský                                 | 14. srpen 2008                                     | Olympijské hry                                     | Peking, Čína                                       |
| čtvrtfinále                                        | vítězství                                          | 6–5                                                | Dremiel Byers (USA)                                | 2–1 (0:3, 1*:1, 1*:1)                              | 3                                                  | 9                                                  | Zápas řecko-římský                                 | 14. srpen 2008                                     | Olympijské hry                                     | Peking, Čína                                       |
| 1/16                                               | vítězství                                          | 5–5                                                | Anton Botěv (AZE)                                  | 2–0 (2:0, 3:0)                                     | 3                                                  | 6                                                  | Zápas řecko-římský                                 | 14. srpen 2008                                     | Olympijské hry                                     | Peking, Čína                                       |
| 1/32                                               | vítězství                                          | 4–5                                                | Marek Mikulski (POL)                               | 2–1 (0:4, 5:0, 3:0)                                | 3                                                  | 3                                                  | Zápas řecko-římský                                 | 14. srpen 2008                                     | Olympijské hry                                     | Peking, Čína                                       |
| 2007 Mistrovství světa do 120 kg v klasickém stylu |                                                    |                                                    |                                                    |                                                    |                                                    |                                                    |                                                    |                                                    |                                                    |                                                    |
| opravy                                             | prohra                                             | 3–5                                                | David Vála (CZE)                                   | 0–2 (1:1*, 1:1*)                                   | 1                                                  | 4                                                  | Zápas řecko-římský                                 | 19. září 2007                                      | Mistrovství světa                                  | Baku, Ázerbájdžán                                  |
| 1/16                                               | prohra                                             | 3–3                                                | Chasan Barojev (RUS)                               | 0–2 (0:5, 0:2)                                     | 3                                                  | 3                                                  | Zápas řecko-římský                                 | 19. září 2007                                      | Mistrovství světa                                  | Baku, Ázerbájdžán                                  |
| 1/32                                               | vítězství                                          | 3–3                                                | Nico Schmidt (GER)                                 | 2–0 (1*:1, 1*:1)                                   | 3                                                  | 3                                                  | Zápas řecko-římský                                 | 19. září 2007                                      | Mistrovství světa                                  | Baku, Ázerbájdžán                                  |
| 2006 Mistrovství světa do 120 kg v klasickém stylu |                                                    |                                                    |                                                    |                                                    |                                                    |                                                    |                                                    |                                                    |                                                    |                                                    |
| o bronz                                            | prohra                                             | 2-3                                                | Sergej Arťuchin (BLR)                              | 0–2 (0:6, 1:2)                                     | 1                                                  | 7                                                  | Zápas řecko-římský                                 | 27. září 2006                                      | Mistrovství světa                                  | Kanton, Čína                                       |
| semifinále                                         | prohra                                             | 2-2                                                | Chasan Barojev (RUS)                               | lopatky (1:46)                                     | 0                                                  | 6                                                  | Zápas řecko-římský                                 | 27. září 2006                                      | Mistrovství světa                                  | Kanton, Čína                                       |
| čtvrtfinále                                        | vítězství                                          | 2-1                                                | David Vála (CZE)                                   | 2–1 (1:2, 1*:1, 1*:1)                              | 3                                                  | 6                                                  | Zápas řecko-římský                                 | 27. září 2006                                      | Mistrovství světa                                  | Kanton, Čína                                       |
| 1/16                                               | vítězství                                          | 1-1                                                | Ralf Böhringer (GER)                               | 2–0 (3:0, 2:0)                                     | 3                                                  | 3                                                  | Zápas řecko-římský                                 | 27. září 2006                                      | Mistrovství světa                                  | Kanton, Čína                                       |
| 2005 Mistrovství světa do 120 kg v klasickém stylu |                                                    |                                                    |                                                    |                                                    |                                                    |                                                    |                                                    |                                                    |                                                    |                                                    |
| 1/32                                               | prohra                                             | 0-1                                                | Yekta Yılmaz Gül (TUR)                             | 0–2 (0:2, 0:5)                                     | 0                                                  | 0                                                  | Zápas řecko-římský                                 | 2. říjen 2005                                      | Mistrovství světa                                  | Budapešť, Maďarsko                                 |